# Haskell Curry
Haskell Brooks Curry (12 de septiembre de 1900 - 1 de septiembre de 1982) fue un matemático y lógico estadounidense. Nacido en Millis, Massachusetts, se educó en la Universidad Harvard y recibió un doctorado en Göttingen con David Hilbert en 1930. Enseñó en las universidades de Princeton y Harvard, y después, comenzando en 1929, durante 35 años en la Universidad Estatal de Pensilvania. En 1966 llegó a ser profesor de matemáticas en Ámsterdam. Murió en State College, Pensilvania.
El trabajo principal de Curry fue en lógica matemática, especialmente en la teoría de sistemas y procesos formales - lógica combinatoria, el fundamento para los lenguajes de programación funcionales. Los lenguajes de programación funcionales Haskell y Curry se nombran así por él al igual que el proceso de currificación en lenguajes de programación funcionales.

## Trabajos
El objetivo del trabajo de Curry, fue demostrar que la lógica combinatoria sienta las bases para las matemáticas. Hacia finales del 1933, aprendió de la paradoja de Kleene-Rosser gracias a John Rosser.
- 1930. Grundlagen der kombinatorischen Logik; Amer. J. Math. 52:509-536 ;789-834 (1930)
- 1951. Outlines of a formalist philosophy of mathematics. North Holland
- 1958. Curry, Haskell B., Feys, Robert; Combinatory Logic, vol. I; North Holland
- 1963. Foundations of mathematical logic; McGrawHill 1963
- 1972. Curry, Haskell B., Hindley, J.Roger, Seldin, Jonathan P.; Combinatory Logic, vol. II; North Holland 1972; ISBN 0-7204-2208-6

## Literatura
- s. Gottwald, h.-j. Ilgauds, k.-h. Schlote (eds.) Lexikon bedeutender Mathematiker, Verlag Harri Thun, Frankfurt a. M. 1990 ISBN 3-8171-1164-9